# Ogilbichthys
Ogilbichthys es un género de peces marinos actinopeterigios, distribuidos por la parte central y oeste del océano Atlántico.

## Especies
Existen siete especies reconocidas en este género:
- Ogilbichthys ferocis Møller, Schwarzhans y Nielsen, 2004
- Ogilbichthys haitiensis Møller, Schwarzhans y Nielsen, 2004
- Ogilbichthys kakuki Møller, Schwarzhans y Nielsen, 2004
- Ogilbichthys longimanus Møller, Schwarzhans y Nielsen, 2004
- Ogilbichthys microphthalmus Møller, Schwarzhans y Nielsen, 2004
- Ogilbichthys puertoricoensis Møller, Schwarzhans y Nielsen, 2004
- Ogilbichthys tobagoensis Møller, Schwarzhans y Nielsen, 2004